# Шиндхельм, Михаэль
Михаэль Шиндхельм (нем. Michael Schindhelm; род. 1 октября 1960 года, Айзенах, Эрфурт, ГДР) — писатель, консультант по вопросам культуры, кинорежиссёр и театральный менеджер. Работал с рядом международных организаций: Агентством Дубая по Культуре, AMO (исследовательским центром архитектурного бюро Рема Колхаса OMA), Районом West Kowloon Cultural District (Гонконг); Институтом медиа, архитектуры и дизайна «Стрелка» (Москва); Цюрихским Университетом Культуры и Искусств в Швейцарии, — и многими другими организациями в Европе, на Ближнем и Дальнем Востоке.

## Биография
Михаэль Шиндхельм вырос в ГДР и окончил Воронежский государственный университет по специальности «квантовая химия» (откуда выпустился в 1979 году со степенью магистра в области квантовой химии). С 1984 по 1986 год работал научным сотрудником в Академии Наук в Восточном Берлине, в отделе теоретической химии, где также работала Ангела Меркель — в будущем канцлер Германии .
В 1990 году Михаэль назначен управляющим директором, а вскоре и художественным директором театра Нордхаусен (Nordhausen) Архивная копия от 3 мая 2012 на Wayback Machine в Германии. В 1992 году стал художественным и управляющим директором театра Гера (Gera) в Германии, два года спустя перешёл на аналогичную должность в театр Альтенбурга (Altenburg Gera). Впоследствии, с 1996 по 2006 год, работал художественным и управляющим директором театра Базеля (Basel) в Швейцарии.
В 2005 году Шиндхельм стал директором группы оперных театров «Stiftung Oper in Berlin» Архивная копия от 4 апреля 2012 на Wayback Machine в Берлине, состоящий из трёх оперных домов: Staatsoper Berlin, Deutsche Oper, Komische Oper.
С 2007 года возглавлял Агентство по культуре и искусству Дубая. В 2010 году стал сотрудничать с московским институтом медиа, архитектуры и дизайна «Стрелка»: в 2010—2011 учебном году был содиректором исследовательской темы «Общественное пространство», в нынешнем (2011—2012) учебном году является директором исследовательской темы «Городская культура».
Михаэль Шиндхельм автор ряда произведений художественной литературы: Roberts Reise Архивная копия от 31 мая 2008 на Wayback Machine, Zauber des Westens Архивная копия от 1 июня 2008 на Wayback Machine, Das Kamel auf der Startbahn Архивная копия от 21 ноября 2007 на Wayback Machine, Die Herausforderung Архивная копия от 17 июня 2008 на Wayback Machine, Mein Abenteuer Schweiz Архивная копия от 27 января 2012 на Wayback Machine, Dubai Speed Архивная копия от 1 января 2022 на Wayback Machine, Dubai High (English, Arabian Publishing, 2011), также автор пьес, ТВ-ведущий (Der Salon, Swiss TV) и переводчик. Кроме того, Михаэль Шиндхельм выступил режиссёром нескольких документальных фильмов: «Chants of the Steppes» (2004, arte) в пустыне Гоби, и «Bird’s Nest» (2008, arte/Swiss TV) о создании Олимпийского стадиона в Пекине.